# China Merchants Port Holdings
China Merchants Port Holdings  est un opérateur portuaire hongkongais. Il est une filiale à 55,4 % de China Merchants Group.